# Bride Adams-Ray
Birgitta (Bride) Ann-Agnes Adams-Ray, född 29 april 1907 i Stockholm, död 13 augusti 1993 i Bromma, var en svensk friidrottare (höjdhopp). Hon tävlade för klubben IFK Stockholm. 
Adams-Ray blev 1928 den första svenska mästaren i höjdhopp. Samma år deltog hon vid de olympiska spelen i Amsterdam där hon kom elva i höjdhopp. Hon vann SM ytterligare en gång, 1931.
Adams-Ray har även skrivit "upplevelsespel" för barn baserade på Bibelns berättelser. Hon är begravd på Katolska kyrkogården i Stockholm.

## Familj
Bride Adams-Ray var dotter till språkläraren Edward Adams-Ray och Dagmar Sandberg, syster till professorn i kirurgi Jack Adams-Ray och programchefen i radion Barbro Svinhufvud samt faster till radioprofilen Kersti Adams-Ray.